# Aqueduc de Los Angeles

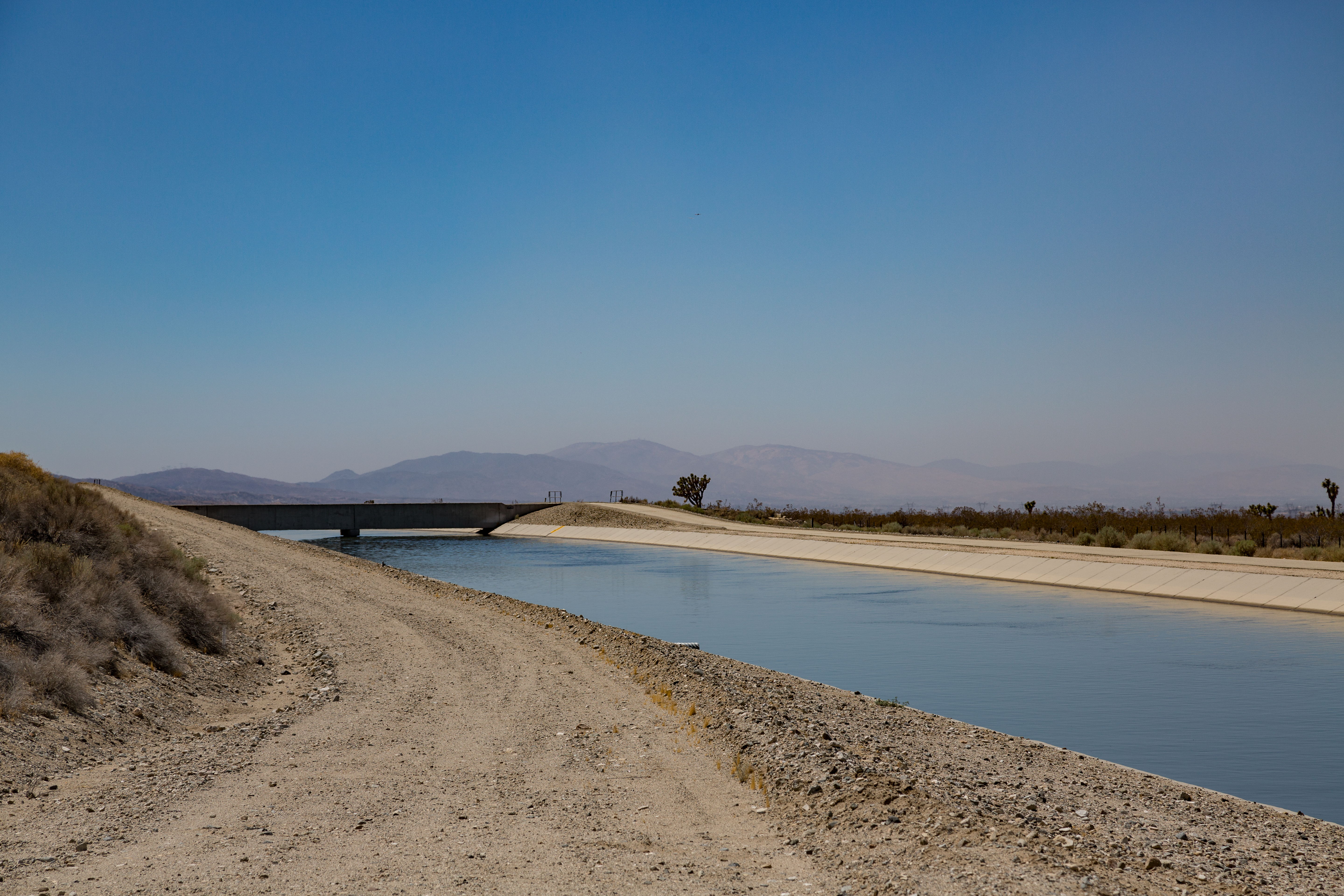
Une partie de l'aqueduc vue de Largo Vista Road, près de Llano.

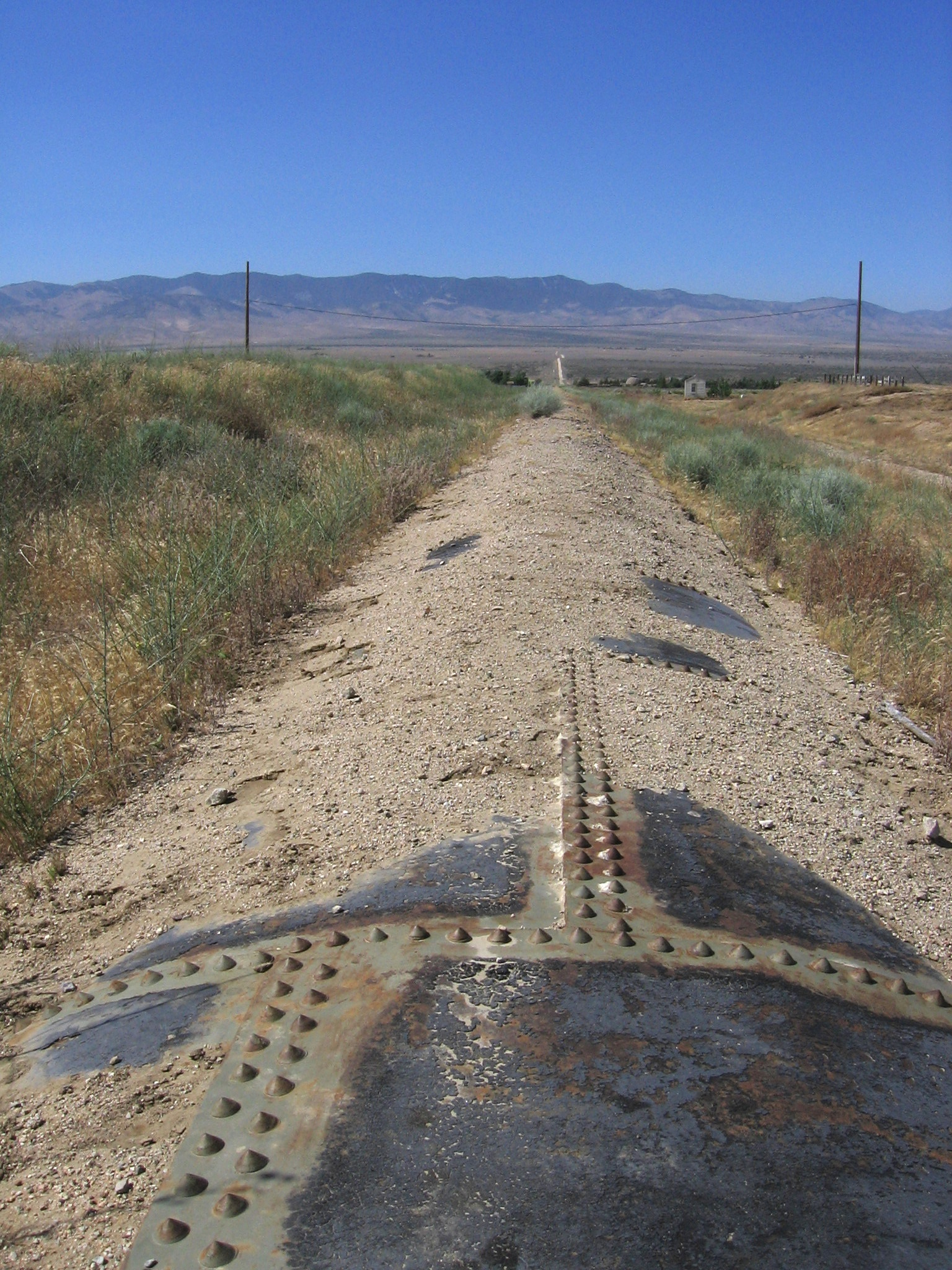
L'aqueduc traversant la vallée d'Antelope.

L'aqueduc de Los Angeles,  est un système de transport d'eau, construit et exploité par le Los Angeles Department of Water and Power afin d'assurer la fourniture de la métropole de Los Angeles, en Californie.
Il est composé de deux parties distinctes. La plus ancienne, l'aqueduc de l'Owens Valley ou premier aqueduc, a été conçu et construit dans les années 1910 par le service de l'eau de la ville, à l'époque intitulé The Bureau of Los Angeles Aqueduct, sous la supervision de l'ingénieur en chef William Mulholland. Le second aqueduc, plus tardif, est construit entre 1965 et 1971.
Le système conduit l'eau puisée dans la rivière Owens, qui coule dans les montagnes de la Sierra Nevada de l'est à Los Angeles. En 1971, il a été reconnu par l'American Society of Civil Engineers sur la liste des Historic Civil Engineering Landmarks.
Sa construction a été controversée dès le début, car les détournements d'eau vers Los Angeles sont considérés comme la cause du déclin de l'agriculture dans la vallée de l'Owens. Depuis lors, son fonctionnement continu a conduit à un débat public, à des lois et à des batailles judiciaires sur les impacts environnementaux de l'aqueduc sur le lac Mono et d'autres écosystèmes.

## Premier aqueduc
Il a été conçu par l'ingénieur William Mulholland, et sa construction, commencée en 1908 s'est terminée en 1913. Sa longueur est de 359 km. Il a permis le développement de l'agglomération de Los Angeles, mais au détriment du lac Owens rapidement asséché, et dont les sédiments sont devenus une source de poussière alcaline, salée et polluée par du cadmium et du bore.
Le projet d'aqueduc a été lancé en 1905, lorsque la population de Los Angeles a approuvé l'émission de 1,5 million de dollars d'obligations pour « l'achat de terres et de l'eau et de l'inauguration des travaux de l'aqueduc ». Le 12 juin 1907, une deuxième émission d'obligations a été acceptée pour accorder un budget de 24,5 millions de dollars au financement de la construction,.
La construction commence en 1908. Le chantier global est divisé en 11 secteurs, une usine de ciment étant gérée à part. Le nombre d'hommes qui figurent sur la liste de paie s'élève à 2 629 la première année et culmine à 6 060 en mai 1909. En 1910, le nombre d'emplois chute à 1 150 pour des raisons financières, mais rebondit plus tard dans l'année. Entre 1911 et 1912 le projet emploie de 2 800  à   3 800 travailleurs. Durant cette période, le nombre maximum d'ouvriers travaillant sur l'aqueduc est de 3 900,,,. En 1913, la municipalité de Los Angeles termine la construction du premier aqueduc de Los Angeles.
L'aqueduc originel était constitué de six réservoirs de stockage et de 346 km de canalisations. À partir d'à peu près 6 kilomètres au nord de Black Rock Springs, l'aqueduc détourne la rivière Owens dans un canal sans revêtement pour entamer son voyage de 375 km vers le sud jusqu'au réservoir de Lower San Fernando. Ce réservoir a ensuite été rebaptisé réservoir de Van Norman.
Le projet d'origine comprenait dans son ensemble 39 km de canal à ciel ouvert sans revêtement, 60 km de canal à ciel ouvert avec revêtement, 156 km de conduits de béton couverts, 69 km de tunnels en béton, 19 km de siphons en acier, 190 km de chemin de fer, deux centrales hydroélectriques, trois usines de ciment, 270 km de lignes électriques, 390 km de lignes téléphoniques, 800 km de routes et a ensuite été agrandi avec la construction de l'Extension Mono et du second aqueduc de Los Angeles.
L'aqueduc n'utilise que la gravité pour déplacer l'eau, qui permet en outre de générer de l'électricité, ce qui rend rentable le fonctionnement. Le système a été exploité en toute sécurité tout au long de son histoire et est toujours opérationnel.

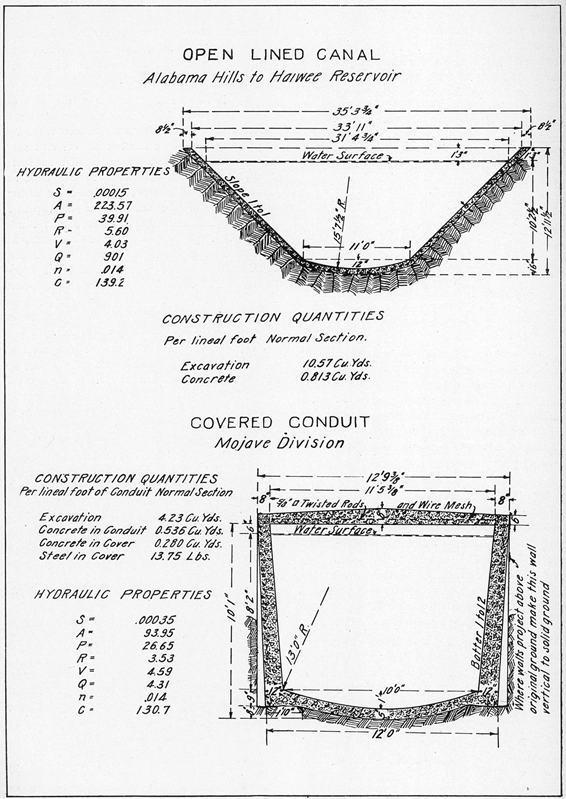
Schéma des caractéristiques de construction d'un canal avec revêtement et d'un conduit de béton couvert.

La construction de l'aqueduc de Los Angeles a de fait provoqué la disparition de la vallée de l'Owens en tant que communauté agricole viable et a finalement dévasté l'écosystème du lac Owens. Un groupe connu sous le nom de "San Fernando Syndicate" - qui compte Fred Eaton, Mulholland, Harrison Otis (l'éditeur de The Los Angeles Times), le développeur local Henry Huntington et un groupe d'hommes d'affaires riches dans ses rangs - était un groupe d'investisseurs qui ont acheté des terres dans la Vallée de San Fernando en se basant sur l'information encore confidentielle que l'aqueduc de Los Angeles l'irriguerait bientôt. Bien qu'il y ait un désaccord sur les actions du « syndicat » quant à savoir s'ils formaient une caballe « diabolique » ou seulement un groupe qui a uni la communauté d'affaires de Los Angeles en soutien à la construction de l'aqueduc,, Eaton, Mulholland et d'autres personnes liées au projet ont longtemps été accusés d'utiliser des tactiques trompeuses et des méthodes dissimulées pour obtenir des droits sur l'eau et empêcher le Bureau of Reclamation de construire une infrastructure d'alimentation en eau pour les résidents de la vallée de l'Owens. Dans les années 1920, les actions agressives sur les droits sur l'eau et le détournement de la rivière Owens ont précipité le déclenchement d'une vague de violence connue sous le nom de California Water Wars. Les agriculteurs de la vallée de l'Owens ont attaqué des infrastructures, dynamitant l'aqueduc à plusieurs reprises et ouvrant des portes d'écluse pour détourner l'écoulement de l'eau.
L'eau de l'aqueduc a permis aux promoteurs du projet de disposer de ressources pour développer rapidement la vallée de San Fernando et Los Angeles jusqu'à la Seconde Guerre mondiale. Le rôle de Mulholland dans la conception et l'achèvement de l'aqueduc et dans la croissance de Los Angeles jusqu'à ce qu'elle devienne une grande métropole est reconnu et bien documenté. La fontaine commémorative William Mulholland, construite en 1940, située à l'angle de Riverside Drive et de Los Feliz Blvd. dans le quartier Los Feliz de Los Angeles, est dédié à sa mémoire et à ses contributions. Mulholland Drive et le barrage Mulholland (en) sont également nommés en son hommage.

## Mono Basin Extension

### Construction
Dans sa quête croissante d'eau, la municipalité de Los Angeles se penche sur une région encore plus au nord. En 1930, les électeurs de la ville adoptent une troisième levée de fonds de 38,8 millions de dollars pour acheter des terres dans le bassin de Mono et financer la Mono Bassin Extension. Ce prolongement de 170 km dévie le cours des ruisseaux Rush Creek, Lee Vining Creek, Walker et Parker qui se jetaient jusqu'alors dans le lac Mono. La construction de l'extension Mono a consiste en une prise d'alimentation à Lee Vining Creek, puis le passage par le conduit Lee Vining depuis le réservoir Grant sur Rush Creek, d'une capacité théorique de 59 000 000 m3, le tunnel des cratères Mono, long de 20,44 km, jusqu'à la rivière Owens et un deuxième réservoir, nommé plus tard lac Crowley, d'une capacité de 226 301 000 m3, situé dans la Long Valley, à l'entrée des gorges de la rivière Owens.
Achevées en 1940, les dérivations sont mises en eau en 1941. La Mono Extension a une capacité théorique d'écoulement de 11 000 l/s, mais le débit est tout d'abord limité à 3 500 l/s en raison de la capacité limitée en aval de l'aqueduc. L'appropriation complète de l'eau ne peut être réalisée que lorsque le deuxième aqueduc est achevé, en 1970.

### Impact sur le bassin de Mono et litiges
Entre 1940 et 1970, le transport d'eau via la Mono Extension a été en moyenne de 70 391 000 m3 par an et ont atteint 166 520 000 m3 en 1974. Les permis d'exportation accordés par le State Water Control Control (SWRCB) en 1974 ont augmenté le volume fourni, qui atteint 205 990 000 m3. Ces niveaux de prélèvement ont gravement affecté l'habitat des poissons de la région, le niveau du lac et la qualité de l'air, ce qui a entraîné une série de procès. Ils ont abouti à une décision du SWRCB visant à rétablir la protection de la pêche aux minimums spécifiés et à élever la surface du lac Mono à 1 948 mètres d'altitude. L'accord a limité les exportations supplémentaires du bassin de Mono à 123 300 000 m3 par an.

## Second Aqueduc

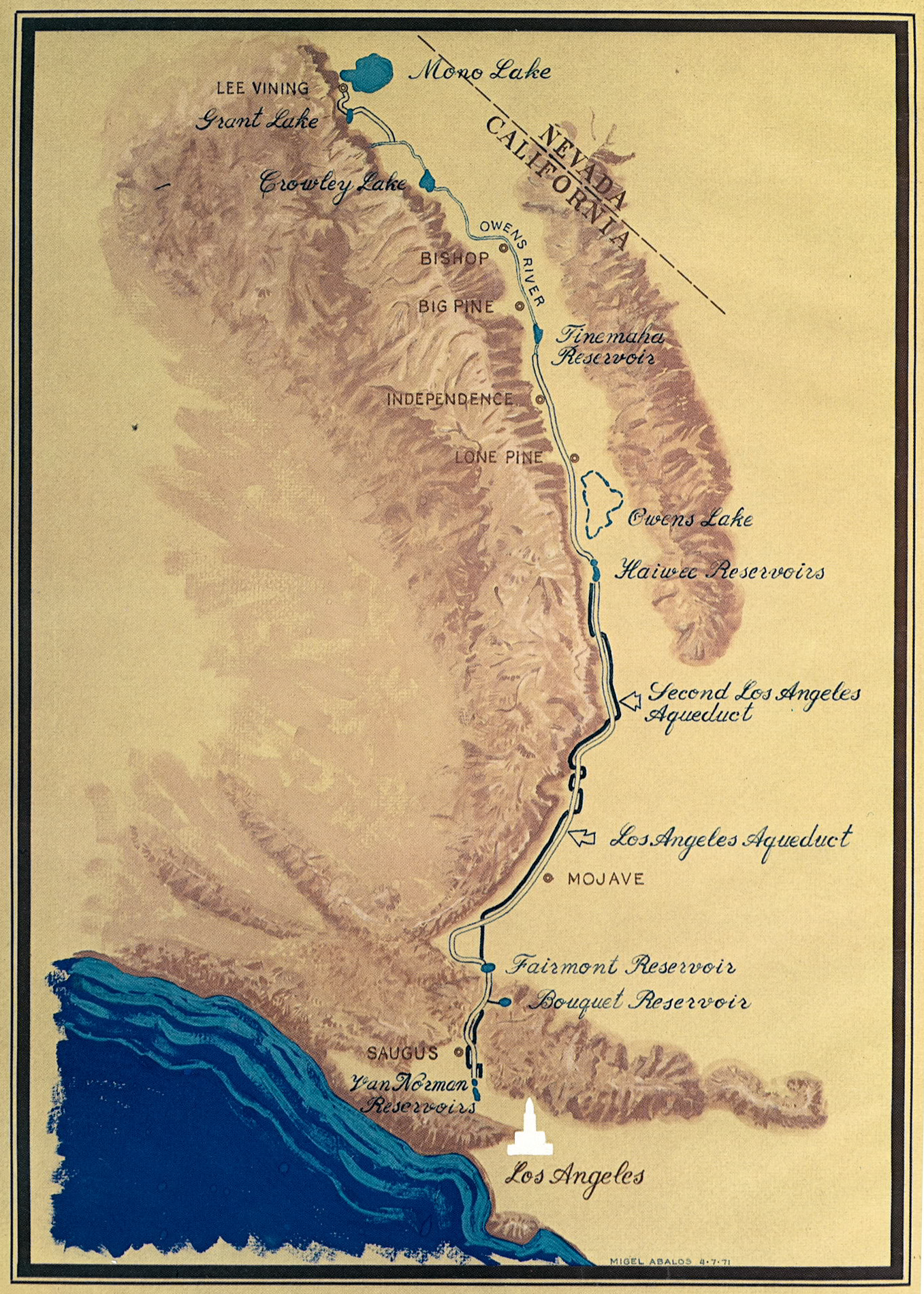
Le réseau de l'aqueduc de Los Angeles.

En 1956, le Département d'État des Ressources en eau a constaté que Los Angeles n'exportait que 390 000 000 m3 d'eau sur les 730 000 000 m3 disponibles dans la vallée de l'Owens et dans le bassin de Mono. Trois ans plus tard, le Conseil des droits de l'eau de l'État avertit Los Angeles que la ville pouvait perdre ses droits sur l'eau pour laquelle elle avait une autorisation de prélèvement, mais qu'elle n'utilisait pas.
Pour éviter que cette ressource potentielle lui échappe, Los Angeles commence en 1965 la construction d'un nouvel aqueduc. Le coût prévu est de 89 millions de dollars, la durée du chantier est estimée à 5 années. Une fois que la ville a reçu les permis de prélèvement, les exportations d'eau via l'aqueduc ont augmenté de 13 600 000 m3 en 1970. En 1974, la quantité fournie atteint 55 500 000 m3.
L'aqueduc de 220 km a été conçu pour permettre un débit de 8 200 l/s. Il commence à la structure de dérivation Merritt, à la jonction des réservoirs North Haiwee et South Haiwee au sud du lac d'Owens, et s'étend à peu près parallèlement au premier aqueduc. L'eau est mue uniquement par la gravité, ce qui est rendu possible par la différence d'altitude entre celle du réservoir de Haiwee (1 150 m) celle du réservoir Upper Van Norman (370 m).
Le deuxième aqueduc n'a pas été construit comme un seul conduit contigu, mais divisé en deux sections nord et sud qui sont reliées par les tunnels de San Francisquito, qui font partie du premier aqueduc.
La section nord transporte de l'eau à partir du réservoir de North Haiwee à travers le contournement de Haiwee passant autour du réservoir South Haiwee. Le parcours se poursuit 185 km vers le sud grâce à une série de canalisations sous pression et conduits de béton au terme desquelles il se connecte au premier aqueduc au portail nord du tunnel Elizabeth près du réservoir Fairmont.

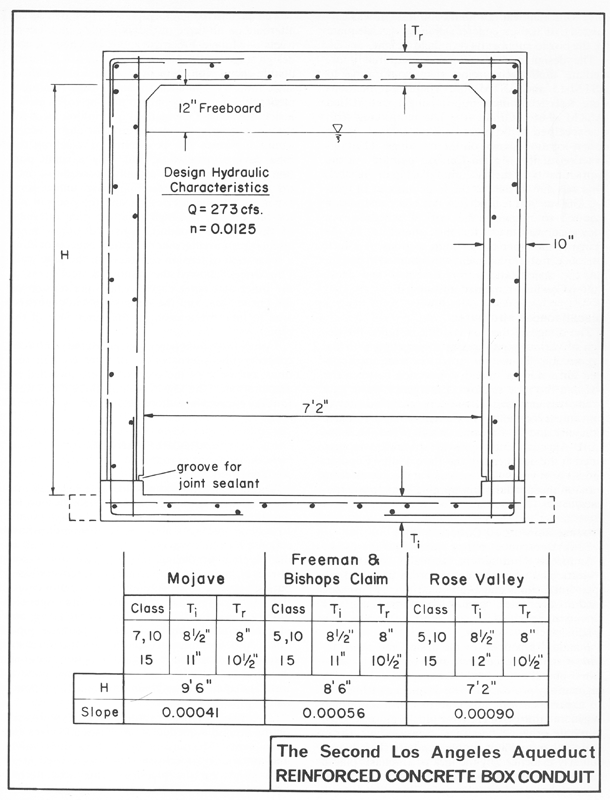
Schéma de la version améliorée des boîtes en béton formant les conduits utilisés sur le deuxième aqueduc.

Les tunnels de San Francisquito (qui comprennent le tunnel Elizabeth) ont une capacité d'écoulement de 28 000 l/s et sont assez larges pour accueillir le flux des deux aqueducs. Une fois que les eaux réunies atteignent les conduites forcées au-dessus de la centrale électrique no 2, l'eau est déviée dans la section sud du deuxième aqueduc à travers le tunnel de Drinkwater jusqu'au réservoir de Drinkwater.

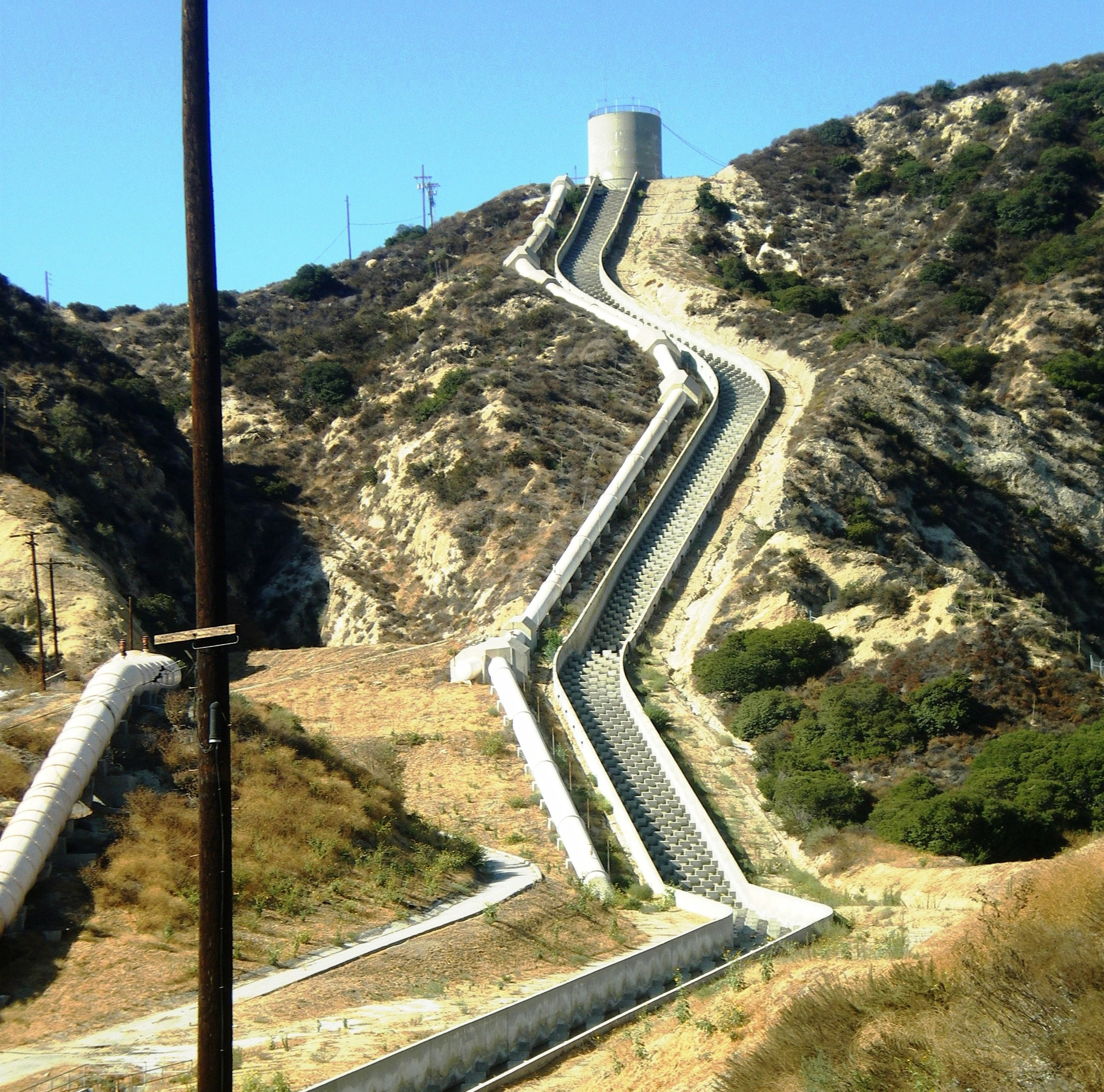
Les cascades de l'aqueduc de Los Angeles, près de Sylmar en Californie.

Le dernier segment de tuyau, connu sous le nom de pipeline Saugus Pipeline, transporte porte l'eau vers le sud, après Bouquet Canyon, Soledad Canyon et Placerita Canyon. Puis il longe la Sierra Highway pour rejoindre la « structure terminale ». De là, l'eau peut ensuite s'écouler soit dans les « Cascades », soit dans la conduite forcée qui mène la centrale électrique de Foothill et dans le lac Upper Van Norman.
En plus de la construction des sections nord et sud, des améliorations ont également été apportées au canal doublé entre les Alabama Gates et le réservoir North Haiwee dans la section nord. On y a en effet ajouté des parois latérales (610 mm) sur les deux côtés du canal et procédé à l'agrandissement des intersections. Ces travaux a augmenté la capacité du canal doublé de 20 000 l/s à 25 000 l/s.

### Impact du second aqueduc sur le système hydrologique
Les avantages de l'augmentation des volumes d'eau fournis par le second aqueduc sont de courte durée, s'étendant de 1971 à 1988. En 1974, les conséquences environnementales des exportations plus élevées ont d'abord été reconnues dans le bassin du Mono et la vallée de l'Owens. Il s'est ensuivi d'une série de restrictions imposées par les tribunaux quant aux exportations d'eau, ce qui a entraîné un déficit en eau pour Los Angeles. En 2005, le Los Angeles Urban Water Management Report a révélé que quarante à cinquante pour cent de l'approvisionnement autrefois prélevé via l'aqueduc est maintenant consacré aux ressources écologiques dans les comtés de Mono et Inyo,.

## Impact de l'aqueduc sur Los Angeles et son comté
Entre 1909 et 1928, la ville de Los Angeles augmente de 61 kilomètres carrés à 440 kilomètres carrés. C'est en grande partie dû à l'entrée en fonctionnement de l'aqueduc. La charte de la ville est formulée de manière à indiquer que la municipalité de Los Angeles ne peut pas vendre ou fournir le surplus d'eau à toute zone à extérieure à la ville,,. Les habitants des zones périphériques reliées aux puits et aux ruisseaux, à mesure de l'assèchement de ceux-ci, se rendent compte que, pour être en mesure de continuer à irriguer leurs fermes et de disposer d'eau domestique, ils doivent accepter d'annexer leurs localités à la ville de Los Angeles.
La croissance est tellement rapide qu'il apparaît alors que la ville de Los Angeles peut éventuellement englober l'ensemble du comté. William Mulholland continue d'augmenter la capacité de l'aqueduc, en construisant le barrage de St. Francis qui permet alors de retenir l'eau formant le lac San Francisquito, avec la perspective d'alimenter ce dernier avec l'eau du Colorado. Pour ce faire, il commence à envoyer des ingénieurs et des mineurs pour déblayer le passage conduisant au futur tunnel de San Jacinto, qu'il sait être la clé de la construction de l'aqueduc du Colorado,.
Beaucoup plus de villes et des secteurs non constitués en municipalités auraient probablement été annexés à la ville de Los Angeles si le barrage de St. Francis ne s'était pas effondré. Cette catastrophe, survenue en 1928, provoque la mort de 431 personnes et l'inondation de certaines parties des actuelles Santa Clarita, Valence, Newhall et dévasté une grande partie de la vallée de la rivière Santa Clara dans le comté de Ventura.
L'échec du barrage soulève la question de la compétence technique de la municipalité de Los Angeles et de sa capacité à gérer un projet de grande envergure comme l'aqueduc du Colorado, malgré le fait qu'elle a mené à bien la construction de l'aqueduc de Los Angeles. Après l'effondrement du barrage de St. Francis, le rythme des annexions décroît rapidement lorsque onze villes environnantes, comprenant Pasadena, Burbank, Glendale, Beverly Hills, San Marino, Santa Monica, Anaheim, Colton, Santa Ana, et San Bernardino, décident de former le Metropolitan Water District de Los Angeles. La croissance de Los Angeles se limite à 27,65 km2 après la formation du MWD.

## Parcours
Le premier aqueduc commence à l'Owens (36° 58′ 32″ N, 118° 12′ 38″ O) et le second au Haiwee Reservoir (au sud du lac Owens : 36° 08′ 07″ N, 117° 57′ 13″ O), les deux se poursuivent en parallèle jusqu'à Sylmar (la limite nord de l'agglomération de Los Angeles : 34° 18′ 46″ N, 118° 29′ 35″ O),,.

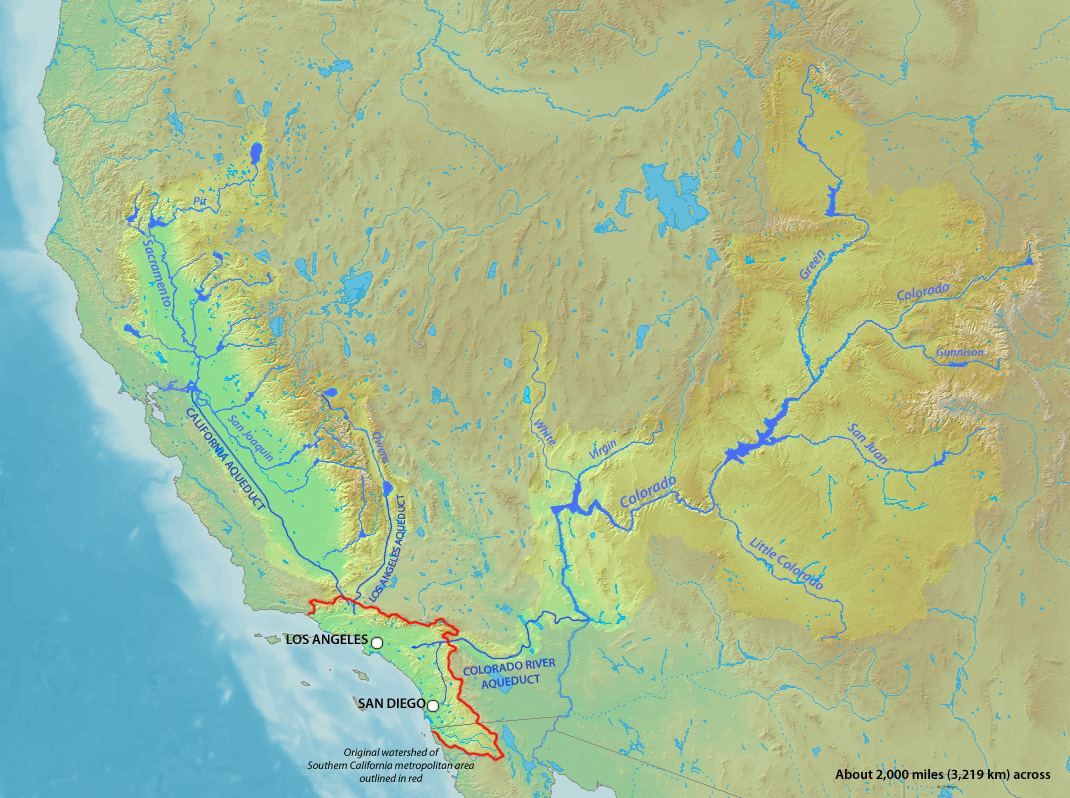
Carte des aqueducs approvisionnant l'agglomération de Los Angeles.